# Google Marketing Platform

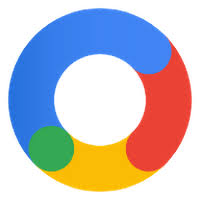
Logotipo de la plataforma de marketing de Google

Google Marketing Platform es una plataforma de publicidad online y análisis desarrollada por Google y lanzada el 24 de julio de 2018. Google Marketing Platform es utilizado principalmente por grandes anunciantes para comprar anuncios en Internet.
Google Ads (lanzado en 2000) y Google Ad Manager (lanzado en 2010) no forman parte de Google Marketing Platform. Las tres marcas son herramientas complementarias que se dirigen a diferentes tipos de compradores de publicidad y presentan características ligeramente diferentes. Sin embargo, la incorporación de Google Marketing Platform a las ofertas anteriores de Google causa mucha confusión entre las personas que buscan comprar anuncios a través de Google.

## Servicios
Google Marketing Platform incluye los siguientes servicios:
- Display & Video 360 (plataforma del lado de la demanda)
- Search Ads 360 (publicidad de búsqueda)
- Campaign Manager 360 (gestión y medición de anuncios)
- Google Analytics 360 (análisis web)
- Google Tag Manager (gestión de etiquetas)
- Google Optimize (análisis web)
- Looker Studio, anteriormente Google Data Studio (análisis web)

## Accesibilidad
Para acceder a las herramientas de Google Marketing Platform, los especialistas deben aprobar las certificaciones adecuadas y las empresas deben tener especialistas certificados en su plantilla o como contratistas. En la galería oficial de socios, Google proporciona una lista de agencias que han pasado la certificación para ciertos componentes de la plataforma, así como agencias que tienen derecho a vender directamente. acceso a herramientas.